# Epicoma contristis
Espèce
Synonymes
- Bombyx tristis Lewin, 1805[1]
- Epicoma tristis Hübner, 1819[1]

Epicoma contristis est une espèce de lépidoptères (papillons) de la famille des Notodontidae. Elle vit dans le Sud-Est de l'Australie (de la Nouvelle-Galles du Sud à la Tasmanie).
La chenille se nourrit du feuillage d'espèces de Casuarina, Eucalyptus, Leptospermum et Melaleuca.
Le papillon a la particularité de faire le mort quand il se sent menacé[réf. nécessaire], couché sur le côté, les ailes remontées et le corps incurvé.